# Based on a True Story (The Starting Line)
Based on a True Story è un album della band The Starting Line, pubblicato il 10 maggio 2005 dalla Drive-Thru Records e dalla Geffen Records.
Tre canzoni (“Classic Jazz”, “Lasting Impressions” e “The Rain Cloud and I”) sono state tagliate dall'album durante la fase di produzione; è possibile solamente acquistarle online. “Lasting Impressions” era già stata pubblicata in versione acustica nel precedente lavoro del gruppo, The Make Yourself at Home EP.
La canzone “The World” è stata inserita nella colonna sonora del videogioco Burnout Revenge, per PlayStation 2 e Xbox.

## Tracce
1. Action – 0:29
2. Making Love to the Camera – 3:31
3. Inspired by the $ – 2:57
4. Bedroom Talk – 4:04
5. Surprise, Surprise – 3:59
6. Photography – 6:05
7. Autography – 3:39
8. Artistic License – 3:08
9. Stay Where I Can See You – 2:48
10. The B-List – 4:36
11. The World – 3:08
12. Ready – 4:07
13. Cut! Print It – 3:45

### Tracce Bonus
La versione giapponese dell'album contiene la canzone "Nights and Weekends".

## Formazione
- Max Bemis – voce di fondo
- David Gold – viola
- Mike Golla – chitarra
- Tom Gryskiewicz – batteria e percussioni
- Taguchi Hiroka – violino
- Amy Kimbal – violino
- Benjy King – Hammond B3
- Kenny Vasoli – voce, basso, chitarra, pianoforte e bongo
- Matt Watts – chitarra
- David Yellin – violoncello